# Masa Saito
Masanori Saito  (斎藤 昌典?) conosciuto con lo pseudonimo Mr. Saito o Masa Saito (マサ斎藤?) (Tokio, 7 agosto 1942 – Saitama, 14 luglio 2018) è stato un wrestler giapponese.
Lottò per 33 anni in giro per il mondo. In carriera vinse l'AWA World Heavyweight Championship nel 1990, e in tag team con vari partner riscosse successi in varie compagnie affiliate alla National Wrestling Alliance (NWA).

## Wrestling studentesco
Saito fece parte della squadra olimpica di lotta libera del Giappone ai Giochi della XVIII Olimpiade del 1964, classificandosi settimo.

## Carriera

### Inizi (1965–1968)
Reclutato insieme al collega olimpionico Koji Sugiyama, Saito iniziò la propria carriera nel wrestling nel 1965 acquisendo in breve tempo una certa notorietà sia in Giappone sia negli Stati Uniti. Soprannominato "Mr. Torture" per il suo stile violento e sadico, conquistò vari titoli minori tra Giappone e Nord America.

### National Wrestling Alliance (1968–1981)

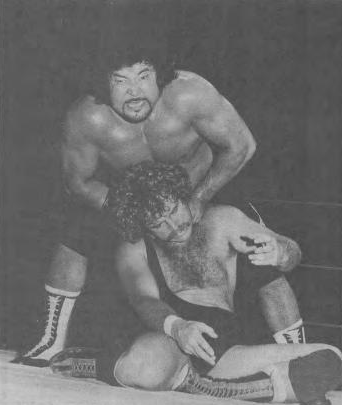
Masa Saito vs Mike Graham (1980)

### World Wrestling Federation (1981–1982)
Più avanti nel corso dello stesso anno, Saito firmò per la World Wrestling Federation. Lì formò un tag team con Mr. Fuji, che aveva come manager Captain Lou Albano. Il duo cominciò un feud con i campioni di coppia Tony Garea & Rick Martel, che sconfissero il 17 ottobre 1981 a Championship Wrestling, conquistando le cinture WWF Tag Team Championship. Poi ebbero una rivalità con The Strongbows (Chief Jay & Jules) alla fine del 1981. Questa culminò in un match per il titolo svoltosi al Madison Square Garden dove prevalsero gli Strongbows. Il 13 luglio 1982 sconfissero gli Strongbows in un two out of three falls match riconquistando le cinture. Il feud terminò quando Fuji e Saito persero le cinture in favore degli Strongbows il 30 ottobre 1982 a Championship Wrestling.

### American Wrestling Association (1983–1990)

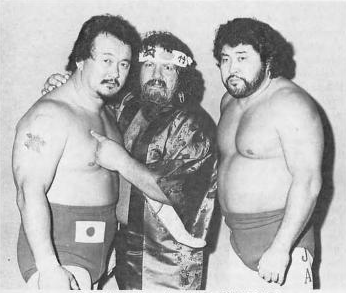
Mr. Fuji (sinistra), Saito (destra) e Lou Albano nel 1983

Nel giugno 1983 andò a Minneapolis e cominciò a lottare nella American Wrestling Association. Mentre era nella compagnia, formò un tag team con Jesse Ventura chiamato The Far East-West Connection. Quando Ventura lasciò per la WWF, Saito si alleò con Nick Bockwinkel e Bobby Heenan, prima che Heenan lasciasse anche lui per trasferirsi nella WWF. Rimase nella AWA fino al maggio 1985 quando cominciò a scontare la sua condanna. Dopo essere stato rilasciato per buona condotta, Saito tornò nella AWA nel 1986, allenadosi con Larry Zbyszko e Super Ninja. Concluse il periodo in AWA nell'aprile 1987. Tornò brevemente nel febbraio 1988, ma portò Riki Choshu con lui tre mesi dopo. Nel novembre 1989 tornò nuovamente. Nel febbraio 1990, all'età di 48 anni, conquistò l'AWA World Heavyweight Championship, sconfiggendo Larry Zbyszko all'evento Super Fight in Tokyo Dome. Rimase campione fino all'aprile seguente quando Zbyszko riconquistò la cintura a SuperClash IV.

### All Japan Pro Wrestling (1985)
Nei mesi di gennaio e maggio 1985 fece due tournée in Giappone lottando per la All Japan Pro Wrestling come parte della Japan Pro Wrestling.

### Ritorno nella NJPW (1987–1997)
Nel 1987 tornò nella New Japan Pro-Wrestling, dove fu coinvolto in un feud con Antonio Inoki. Il 12 giugno, Saito affrontò Inoki nella finale del torneo IWGP League 1987 per determinare il primo IWGP Heavyweight Champion, e fu Inoki a prevalere. Nel corso della faida, il 4 ottobre 1987 i due lottarono anche in un Island Death match. Furono portati sull'isola di Ganryujima ed ebbero un match durato circa due ore in giro per tutta l'isola. Alla fine, prevalse Inoki, che sconfisse Saito per KO. L'anno successivo, dopo aver lasciato la All Japan Pro Wrestling per tornare nella New Japan Pro-Wrestling, conquistò il suo primo IWGP Tag Team Championship in coppia con Riki Choshu. Questo regno fu seguito da una seconda vittoria del titolo l'anno seguente, questa volta insieme a Shinya Hashimoto.

### World Championship Wrestling (1990-1991, 1995-1996)
Saito ebbe un paio di stint nella World Championship Wrestling (WCW). La prima volta nel 1990, quando, in coppia con The Great Muta nel Pat O'Connor Memorial Tag Team Tournament svoltosi a Starrcade '90: Collision Course, fu sconfitto dagli Steiner Brothers in finale.
Cinque anni dopo, Saito tornò brevemente nella compagnia, apparendo anche a Starrcade '95. Lottò in una serie di match che contrapponevano wrestler della New Japan Pro-Wrestling contro quelli della World Championship Wrestling. Saito perse per squalifica contro Johnny B. Badd. Il suo ultimo incontro nella compagnia andò in onda il 18 maggio 1996 a WCW Pro, dove in coppia con Masahiro Chono, perse per doppia squalifica con gli Harlem Heat.

### Ultimo match nella NJPW (1999)
Il 14 febbraio 1999 lottò nel suo ultimo match, venendo sconfitto da Scott Norton.

## Vita privata e morte
Nel 2000 a Saito fu diagnosticata la malattia di Parkinson. Morì per complicazioni varie dovute alla malattia il 14 luglio 2018.

### Arresto
Secondo il resoconto della polizia, il 6 aprile 1984, a Ken Patera fu rifiutato il servizio in un McDonald's dopo che il ristorante aveva chiuso e per rappresaglia egli lanciò un masso attraverso la finestra del locale. Gli agenti che risposero alla chiamata d'emergenza testimoniarono che più tardi, quando arrivarono nella camera d'albergo di Saito e Patera per indagare su qualcuno che corrispondeva alla descrizione di Patera in relazione alla denuncia di danni, Saito non collaborò ed entrambi i lottatori aggredirono gli ufficiali di polizia, picchiandoli a turno fino all'arrivo di altri agenti. A seguito dell'incidente, nel giugno 1985, Saito e Patera furono giudicati colpevoli di oltraggio a pubblico ufficiale e condannati a scontare due anni di prigione.
Il 16 novembre 2012, Patera fu intervistato dalla stazione radio KFAN con sede a Minneapolis. Descrivendo l'accaduto, egli dichiarò di essere andato al McDonald's verso mezzanotte per prendere un hamburger, ma di averlo trovato chiuso. Le luci erano accese perché stavano girando uno spot pubblicitario, quindi non solo Patera ma un altro cliente (che ha descritto come un giovane adulto) era arrivato, pensando che fossero aperti al pubblico. Il giovane adulto lanciò un sasso attraverso la finestra, ma la colpa fu data a lui. Saito non era presente al ristorante.

## Titoli e riconoscimenti
- American Wrestling Association
  - AWA World Heavyweight Championship (1)[18]
- Big Time Wrestling (San Francisco)
  - NWA World Tag Team Championship (San Francisco version) (2) – con Kenji Shibuya
- Championship Wrestling from Florida
  - NWA Florida Heavyweight Championship (2)
  - NWA Florida Tag Team Championship (5) – con Ivan Koloff (3) e Mr. Sato (2)[19]
  - NWA United States Tag Team Championship (Florida version) (2) – con Mr. Sato[20]
- George Tragos/Lou Thesz Professional Wrestling Hall of Fame
  - Classe del 2008[21]
- New Japan Pro-Wrestling
  - IWGP Tag Team Championship (2) – con Riki Choshu (1) e Shinya Hashimoto (1)[12]
  - NWA North American Tag Team Championship (Los Angeles/Japan version) (1) – con Hiro Matsuda[22]
- NWA All-Star Wrestling
  - NWA Canadian Tag Team Championship (Vancouver version) (2) – con Gene Kiniski (1) e Dale Lewis (1)[23]
- NWA Hollywood Wrestling
  - NWA Americas Tag Team Championship (3) – con Kenji Shibuya[24]
  - NWA "Beat the Champ" Television Championship (2)[25]
- Pro Wrestling Illustrated
  - 89º nella lista dei migliori 500 wrestler singoli nei "PWI Years" del 2003[26]
- Southeastern Championship Wrestling
  - NWA Alabama Heavyweight Championship (2)[27]
- Tokyo Sports
  - Service Award (1999)
  - Special Grand Prize (1987)
- World Wrestling Federation
  - WWF World Tag Team Championship (2) – con Mr. Fuji[7]
- Wrestling Observer Newsletter
  - Best Technical Wrestler (1984)
  - Hall of Fame (Classe del 2009)